# Eschau, Bas-Rhin
Eschau là một xã thuộc tỉnh Bas-Rhin trong vùng Grand Est đông bắc Pháp.
It is situated 8 km south of Strasbourg.